# 放射虫岩
放射虫岩是硅质岩的一种，硬度较高、粒度较细、与燧石相似，主要由放射虫死亡后的残骸构成。放射虫岩这一名词也应用于已固结的放射虫软泥。未固结的放射虫岩被称为放射虫土。放射虫燧石是层理发育，微晶的放射虫岩，硅质胶结或硅质基质的一种放射虫岩。

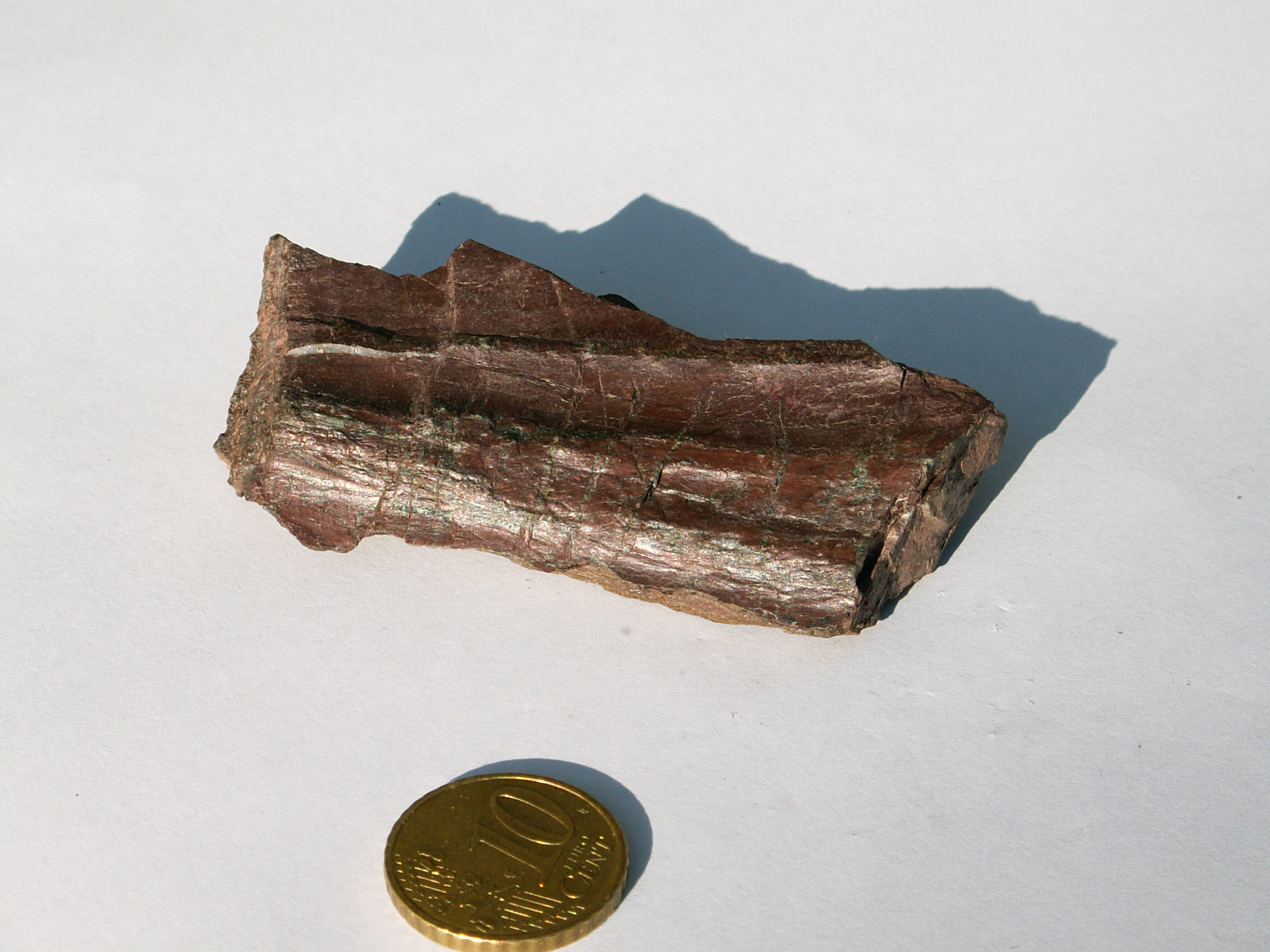

## 特征
放射虫岩是一种生物成因的沉积岩，其层理发育，粘土矿物较少。其形成于较浅的深度，常夹层于碳酸盐岩，但一般形成于深海和洋底沉积。

放射虫岩物理性质较脆，破裂面呈贝壳状断口，常因风化作用而分解为小的矩形碎片，颜色由浅（发白）到深（黑色）都可出现。

放射虫岩主要由放射虫残骸构成，放射虫骨骼的主要成分是无定形硅。放射虫是一种海生的浮游生物，属原生动物门，具内骨骼，大小从0.1到0.5毫米不等。

## 形成
据Takahashi的研究，放射虫在透光层（海洋的表层到200米的深度）的生存时间大约是2周到6周。它们死亡后逐渐沉入洋底，沉入深度为5000米的洋底大约要花费2个星期到14个月不等的时间。

放射虫死亡之后，它们的硅质骨骼会逐渐溶解，溶解作用的强弱平行于海洋的温度-压力曲线，在下沉至750米的深度处溶解作用最强，之后会快速的减弱，当下沉至沉积物和水之间的界面的时候，溶解作用会突然增强。即使在这一界面之下数毫米的沉积物中，溶解作用依然在持续，只是速率有所降低。

令人惊奇的是，在持续的溶解作用下，仍然有一些放射虫的骨骼保存了下来，估算只有1％被保存在放射虫软泥之中。根据Dunbar和Berger (1981)的研究，有些放射虫会以群体的形式存在，有时会被它们自己的排泄物或其他生物包裹起来，这层包裹会起到一定的保护作用，并且可以加速它们的下沉速率，使它们免于被完全溶解，所以它们死亡后的骨骼可以保存在沉积物中。